# Recopa de Costa Rica 2025
La Recopa de Costa Rica de 2025 fue la quinta edición de la Recopa de Costa Rica.
El certamen se disputó entre la L. D. Alajuelense, ganador del torneo de Copa 2024, y el C. S. Herediano, ganador de los campeonatos Apertura 2024 y Clausura 2025. El duelo tuvo fecha y lugar el 20 de julio de 2025.

## Equipos participantes
| Equipo            | Vía de clasificación                      |
| ----------------- | ----------------------------------------- |
| C. S. Herediano   | Campeón del Apertura 2024 y Clausura 2025 |
| L. D. Alajuelense | Campeón de Copa 2024-25                   |

## Reporte del partido
| 20 de julio de 2025 | L. D. Alajuelense | 1:0 (0:0) | C. S. Herediano | Estadio José Rafael "Fello" Meza, Carago |                         |
| 16:00               | Gamboa 86'        | Reporte   |                 | Árbitro(s): David Gómez                  | Árbitro(s): David Gómez |

| 23    | POR   | Washington Ortega       |     |
| 26    | DEF   | Fernando Piñar          |     |
| 25    | DEF   | Santiago van der Putten |     |
| 13    | DEF   | Alexis Gamboa           |     |
| 42    | DEF   | John Ruiz               | 63' |
| 5     | MED   | Celso Borges            |     |
| 24    | MED   | Aarón Salazar           |     |
| 14    | MED   | Alejandro Bran          | 74' |
| 21    | DEL   | Kenyel Michel           | 63' |
| 33    | DEL   | Jeison Lucumí           | 74' |
| 7     | DEL   | Anthony Hernández       | 84' |
| D. T. | D. T. | Óscar Ramírez           |     |

| 21    | POR   | Danny Carvajal      |     |
| 16    | DEF   | Darryl Araya        |     |
| 32    | DEF   | Keymar McLean       | 46' |
| 19    | DEF   | Juan Luis Pérez     |     |
| 5     | DEF   | Haxzel Quirós       |     |
| 24    | DEF   | Sergio Rodríguez    |     |
| 25    | MED   | Emerson Bravo       | 88' |
| 22    | MED   | Aaron Murillo       | 80' |
| 29    | MED   | Joshua Navarro      | 65' |
| 77    | DEL   | Jurguens Montenegro | 65' |
| 9     | DEL   | Marcel Hernández    |     |
| D. T. | D. T. | Pablo Salazar       |     |

| 34 | MED | Creichel Pérez | 63' |
| 31 | MED | Deylan Aguilar | 63' |
| 12 | DEL | Joel Campbell  | 74' |
| 36 | DEL | Isaac Badilla  | 74' |
| 9  | DEL | Jonathan Moya  | 84' |

| 10 | MED | Elías Aguilar  | 46' |
| 26 | MED | Eduardo Juárez | 65' |
| 11 | MED | Ronaldo Araya  | 65' |
| 27 | DEL | Axel Amador    | 80' |
| 38 | DEF | Getsel Montes  | 88' |

| 86' | Alexis Gamboa |  |

| 57' · 90+2' | Fernando Piñar Joel Campbell |

| 58' · 82' | Walter Cortés Axel Amador |

| Principal  | David Gómez       |
| Asistentes | Luis Granados     |
|            | Emmanuel Alvarado |
| Cuarto     | Josué Ugalde      |

| VAR            | Yazid Monge    |
| Asistentes VAR | Carlos Salazar |

| 23    | POR   | Washington Ortega       |     |
| 26    | DEF   | Fernando Piñar          |     |
| 25    | DEF   | Santiago van der Putten |     |
| 13    | DEF   | Alexis Gamboa           |     |
| 42    | DEF   | John Ruiz               | 63' |
| 5     | MED   | Celso Borges            |     |
| 24    | MED   | Aarón Salazar           |     |
| 14    | MED   | Alejandro Bran          | 74' |
| 21    | DEL   | Kenyel Michel           | 63' |
| 33    | DEL   | Jeison Lucumí           | 74' |
| 7     | DEL   | Anthony Hernández       | 84' |
| D. T. | D. T. | Óscar Ramírez           |     |

| 21    | POR   | Danny Carvajal      |     |
| 16    | DEF   | Darryl Araya        |     |
| 32    | DEF   | Keymar McLean       | 46' |
| 19    | DEF   | Juan Luis Pérez     |     |
| 5     | DEF   | Haxzel Quirós       |     |
| 24    | DEF   | Sergio Rodríguez    |     |
| 25    | MED   | Emerson Bravo       | 88' |
| 22    | MED   | Aaron Murillo       | 80' |
| 29    | MED   | Joshua Navarro      | 65' |
| 77    | DEL   | Jurguens Montenegro | 65' |
| 9     | DEL   | Marcel Hernández    |     |
| D. T. | D. T. | Pablo Salazar       |     |

| 34 | MED | Creichel Pérez | 63' |
| 31 | MED | Deylan Aguilar | 63' |
| 12 | DEL | Joel Campbell  | 74' |
| 36 | DEL | Isaac Badilla  | 74' |
| 9  | DEL | Jonathan Moya  | 84' |

| 10 | MED | Elías Aguilar  | 46' |
| 26 | MED | Eduardo Juárez | 65' |
| 11 | MED | Ronaldo Araya  | 65' |
| 27 | DEL | Axel Amador    | 80' |
| 38 | DEF | Getsel Montes  | 88' |

| 86' | Alexis Gamboa |  |

| 57' · 90+2' | Fernando Piñar Joel Campbell |

| 58' · 82' | Walter Cortés Axel Amador |

| Principal  | David Gómez       |
| Asistentes | Luis Granados     |
|            | Emmanuel Alvarado |
| Cuarto     | Josué Ugalde      |

| VAR            | Yazid Monge    |
| Asistentes VAR | Carlos Salazar |

| 23    | POR   | Washington Ortega       |     |
| 26    | DEF   | Fernando Piñar          |     |
| 25    | DEF   | Santiago van der Putten |     |
| 13    | DEF   | Alexis Gamboa           |     |
| 42    | DEF   | John Ruiz               | 63' |
| 5     | MED   | Celso Borges            |     |
| 24    | MED   | Aarón Salazar           |     |
| 14    | MED   | Alejandro Bran          | 74' |
| 21    | DEL   | Kenyel Michel           | 63' |
| 33    | DEL   | Jeison Lucumí           | 74' |
| 7     | DEL   | Anthony Hernández       | 84' |
| D. T. | D. T. | Óscar Ramírez           |     |

| 21    | POR   | Danny Carvajal      |     |
| 16    | DEF   | Darryl Araya        |     |
| 32    | DEF   | Keymar McLean       | 46' |
| 19    | DEF   | Juan Luis Pérez     |     |
| 5     | DEF   | Haxzel Quirós       |     |
| 24    | DEF   | Sergio Rodríguez    |     |
| 25    | MED   | Emerson Bravo       | 88' |
| 22    | MED   | Aaron Murillo       | 80' |
| 29    | MED   | Joshua Navarro      | 65' |
| 77    | DEL   | Jurguens Montenegro | 65' |
| 9     | DEL   | Marcel Hernández    |     |
| D. T. | D. T. | Pablo Salazar       |     |

| 34 | MED | Creichel Pérez | 63' |
| 31 | MED | Deylan Aguilar | 63' |
| 12 | DEL | Joel Campbell  | 74' |
| 36 | DEL | Isaac Badilla  | 74' |
| 9  | DEL | Jonathan Moya  | 84' |

| 10 | MED | Elías Aguilar  | 46' |
| 26 | MED | Eduardo Juárez | 65' |
| 11 | MED | Ronaldo Araya  | 65' |
| 27 | DEL | Axel Amador    | 80' |
| 38 | DEF | Getsel Montes  | 88' |

| 86' | Alexis Gamboa |  |

| 57' · 90+2' | Fernando Piñar Joel Campbell |

| 58' · 82' | Walter Cortés Axel Amador |

| Principal  | David Gómez       |
| Asistentes | Luis Granados     |
|            | Emmanuel Alvarado |
| Cuarto     | Josué Ugalde      |

| VAR            | Yazid Monge    |
| Asistentes VAR | Carlos Salazar |

| 23    | POR   | Washington Ortega       |     |
| 26    | DEF   | Fernando Piñar          |     |
| 25    | DEF   | Santiago van der Putten |     |
| 13    | DEF   | Alexis Gamboa           |     |
| 42    | DEF   | John Ruiz               | 63' |
| 5     | MED   | Celso Borges            |     |
| 24    | MED   | Aarón Salazar           |     |
| 14    | MED   | Alejandro Bran          | 74' |
| 21    | DEL   | Kenyel Michel           | 63' |
| 33    | DEL   | Jeison Lucumí           | 74' |
| 7     | DEL   | Anthony Hernández       | 84' |
| D. T. | D. T. | Óscar Ramírez           |     |

| 21    | POR   | Danny Carvajal      |     |
| 16    | DEF   | Darryl Araya        |     |
| 32    | DEF   | Keymar McLean       | 46' |
| 19    | DEF   | Juan Luis Pérez     |     |
| 5     | DEF   | Haxzel Quirós       |     |
| 24    | DEF   | Sergio Rodríguez    |     |
| 25    | MED   | Emerson Bravo       | 88' |
| 22    | MED   | Aaron Murillo       | 80' |
| 29    | MED   | Joshua Navarro      | 65' |
| 77    | DEL   | Jurguens Montenegro | 65' |
| 9     | DEL   | Marcel Hernández    |     |
| D. T. | D. T. | Pablo Salazar       |     |

| 34 | MED | Creichel Pérez | 63' |
| 31 | MED | Deylan Aguilar | 63' |
| 12 | DEL | Joel Campbell  | 74' |
| 36 | DEL | Isaac Badilla  | 74' |
| 9  | DEL | Jonathan Moya  | 84' |

| 10 | MED | Elías Aguilar  | 46' |
| 26 | MED | Eduardo Juárez | 65' |
| 11 | MED | Ronaldo Araya  | 65' |
| 27 | DEL | Axel Amador    | 80' |
| 38 | DEF | Getsel Montes  | 88' |

| 86' | Alexis Gamboa |  |

| 57' · 90+2' | Fernando Piñar Joel Campbell |

| 58' · 82' | Walter Cortés Axel Amador |

| Principal  | David Gómez       |
| Asistentes | Luis Granados     |
|            | Emmanuel Alvarado |
| Cuarto     | Josué Ugalde      |

| VAR            | Yazid Monge    |
| Asistentes VAR | Carlos Salazar |

|                     |
| Campeón Alajuelense |
| 3.er título         |